# Krumhals
Krumhals (Anchusa arvensis) er en enårig, 15-30 centimeter høj plante i rublad-familien. Det er en stivhåret plante med lancetformede blade og lyseblå blomster i svikler i spidsen af stænglens grene. Kronrøret er krumt, hvilket har givet arten det danske navn. Krumhals er hjemmehørende i de østlige Middelhavslande og i Kaukasus, men er fra gammel tid blevet spredt med såsæd til det meste af Europa.
I Danmark er Krumhals almindelig, især på sandet agerjord. Den blomstrer i maj til juli.